# TRIAL International
Pour les articles homonymes, voir Trial (homonymie).
TRIAL International est une ONG suisse, créée en 2002 et basée à Genève,. Son principal objectif est la lutte contre l’impunité des auteurs des crimes les plus graves : génocide, crimes contre l'humanité, crimes de guerre, torture, disparitions forcées,.

## Profil
L’association poursuit son objectif en agissant plus particulièrement dans les trois directions suivantes : 
- la sensibilisation du public à la justice pénale internationale et nationale relativement à ces crimes
- le suivi et le renforcement de la législation et des pratiques suisses en la matière
- le soutien aux victimes

TRIAL International est dirigée par un comité exécutif de 14 membres qui se réunissent 4 à 5 fois par an. Ses ressources financières proviennent des cotisations des membres, de dons et subventions publiques et privés.

## Activités
La lutte contre l’impunité des crimes les plus graves conduit TRIAL International a mener des activités telles que le dépôt de plaintes civiles et pénales auprès des juridictions suisses, l’élaboration de prises de position sur des projets de loi et l’interpellation des autorités nationales et internationales sur des questions en rapport avec son mandat.
À l’égard d’un public plus large, TRIAL International organise des conférences, des manifestations publiques lors de la journée internationale de la justice, des interventions dans la presse et dans le cadre d’émissions de radio et de télévision. La base de données, Trial Watch, lancée en 2004, est destinée à recenser toutes les procédures internationales et nationales relatives aux crimes de génocide, crimes contre l’humanité, crimes de guerre, torture et disparitions forcées. Elle peut intéresser un public d’historiens, de sociologues, de journalistes autant que de juristes.

## Publications
La publication d’un manuel juridique, « La lutte contre l’impunité en droit suisse » a fait partie des toutes premières activités de Trial.
Pour tenir ses membres au courant de l’actualité en matière de justice pénale internationale et nationale, TRIAL International publie une Newsletter mensuelle, distribuée en ligne.